# Инкультурация
Инкультурация — процесс освоения индивидуумом норм общественной жизни и культуры.

## Понятия «инкультурация», «энкультурация» и «социализация»
В различных гуманитарных науках этот процесс обозначается понятиями «инкультурация» и «социализация». Эти понятия во многом совпадают друг с другом по содержанию, так как оба подразумевают усвоение людьми культурных норм какого-либо общества. Однако их не стоит смешивать. 
Под социализацией понимается гармоничное вхождение индивида в социальную среду, усвоение им системы ценностей общества, позволяющего ему успешно функционировать в качестве его члена.
В отличие от социализации понятие инкультурация подразумевает обучение человека традициям и нормам поведения в конкретной культуре. Это происходит в процессе отношений обмена между человеком и его культурой, при которых, с одной стороны, культура определяет основные черты личности человека, а с другой, — человек сам влияет на свою культуру. Таким образом, индивид, срастаясь с родной культурой, становится человеком воспитанным.
По мнению Мацумото, термин «социализация» относится к самому процессу и механизмам, с помощью которых люди обучаются правилам поведения в обществе, т.е. к тому, что говорится, кому, когда и в каком контексте. Термин инкультурация относится уже к продуктам процесса социализации - субъективным внутренним психологическим аспектам культуры, которые усваиваются в процессе развития человека. Различие и сходство терминов «приобщение к культуре» и «социализация» связаны с различием и сходством понятий «культура» и «общество».
В культурно-антропологической концепции М.Херсковица ключевым понятием является «энкультурация», которое тесно связано с понятием инкультурация. Энкультурация - вхождение индивида в конкретную форму культуры. Основное содержание энкультурации состоит в усвоении особенностей мышления и действий, моделей поведения, составляющих культуру.
Особенность интерпретации М.Херсковицом процесса энкультурации состоит в том, что, начавшись в детстве с приобретения навыков в еде, речи, поведении и тому подобном, она продолжается в виде обучения и совершенствования навыков и во взрослом состоянии.
Инкультурация - это постепенная выработка человеком навыков, манер, норм поведения, которые характерны для определенного типа культуры, для определенного исторического периода. Это длительное и постепенное освоение человеком способов, норм, практических рекомендаций в повседневной жизни.
Инкультурацию так же можно определить, как процесс придания личности общей культурной компетентности по отношению к стандартам того общества, в котором она живет. Сюда входит освоение прежде всего системы ценностных ориентаций и предпочтений, принятых в обществе, этикетных норм поведения в разных жизненных ситуациях, более или менее общепринятых интерпретативных подходов к различным явлениям и событиям, знакомство с основами социально-политического устройства, определенные познания в области национальных и сословных традиций, господствующей морали, нравственности, мировоззрения, обычаев, обрядов, обыденной эрудиции в социальных и гуманитарных знаниях и т.п., знакомство с господствующей модой, стилями, символами, регалиями, неформальными статусными ролями национальных авторитетов, современными интеллектуальными и эстетическими течениями, политической и культурной историей данного народа, основными символами национального достоинства, гордости и пр. 
Средства обретения индивидом всех этих многочисленных знаний также сосредоточены преимущественно в домашнем воспитании и общем образовании, а также всей совокупности социальных контактов личности со своим окружением. При этом следует помнить и все время учитывать, что индивид не в состоянии регулярно контактировать со всем обществом сразу и получать необходимую культурную информацию от всех социальных сословий, специализированных групп; он не может осилить даже тысячную часть накопившихся в национальном наследии «культурных текстов» и вариантов интерпретаций и оценок, содержащихся там;
Содержание процесса инкультурации составляет приобретение следующих знаний и навыков:
- жизнеобеспечение: профессиональная деятельность, домашний труд, приобретение и потребление товаров и услуг;
- личностное развитие: приобретение общего и профессионального образования, общественная активность, любительские занятия;
- социальная коммуникация: формальное и неформальное общение, путешествия, физические передвижения;
- восстановление энергетических затрат: потребление пищи, соблюдение личной гигиены, пассивный отдых, сон.

Следует отметить, что рассматривается социализация и инкультурация преимущественно the middle man (среднего человека), не отличающегося какими-либо особенными талантами или недостатками. Но в каждом обществе всегда имеется определенный процент неординарно одаренных людей или, напротив, людей с ограниченными возможностями в практической и интеллектуальной (и особенно коммуникативной) деятельности, по отношению к которым процессы социализации и инкультурации приобретают порой весьма специфические формы, темпы, методику.
Важно отметить, что, в отличие от целей социализации, итогом инкультурации является интеллигент.

## Стадии инкультурации
На протяжении всей своей жизни каждый человек проходит определенные фазы, которые называют стадиями жизненного цикла. 

Первичная стадия начинается с рождения ребенка и продолжается до окончания подросткового возраста. Инкультурация может происходить непосредственно, когда родители учат ребенка благодарить за подарок или опосредованно, когда тот же ребенок наблюдает, как ведут себя люди в подобных ситуациях. 
Для этого периода в любой культуре существуют специальные способы формирования у детей адекватных знаний и навыков для повседневной жизни. Чаще всего это происходит в форме игры. Игры бывают следующих типов:
- физические, тренирующие и развивающие физическую активность;
- стратегические, тренирующие и развивающие способность прогнозировать возможные результаты любой деятельности и оценивать вероятность этих результатов;
- стохастические, знакомящие ребенка со случайными процессами, удачей (неудачей), неконтролируемыми обстоятельствами, риском;
- ролевые, в ходе которых ребенок осваивает те функции, которые ему придется выполнять в будущем.

В играх развиваются такие личностные свойства, как интеллект, фантазия, воображение, способность к обучению.
Вторичная стадия инкультурации касается уже взрослых людей, так как вхождение человека в культуру не заканчивается с достижением человеком совершеннолетия. Взрослым человек считается, если обладает рядом важных качеств, среди которых:
- достижение необходимой степени физической зрелости организма, как правило, несколько превышающей сформировавшуюся способность к воспроизведению потомства;
- овладение навыками собственного жизнеобеспечения в сферах домашнего хозяйства и общественного разделения труда;
- овладение достаточным объемом культурных знаний и социального опыта через практическую деятельность в составе различных социокультурных групп и знакомство с различными «навыками» культуры (наука, искусство, религия, право, мораль);
- принадлежность к одной из социальных общностей, состоящей из взрослых участников системы разделения труда.

Инкультурация в этот период носит фрагментарный характер и касается только отдельных элементов культуры, появившихся в последнее время. Обычно это какие-либо изобретения и открытия, существенно меняющие жизнь человека, или новые идеи, заимствованные из других культур.

Инкультурация в период зрелости открывает дорогу изменениям и способствует тому, чтобы стабильность не переросла в застой, а культура не только сохранялась, но и развивалась.

## Влияние окружающей среды на инкультурацию
Каждому человеку на протяжении всей его жизни приходится осваивать множество социальных ролей, поскольку процессы социализации и инкультурации продолжаются всю жизнь. Исследования зарубежных ученых показали, что есть три способа передачи культурной информации, необходимой человеку для освоения:
- вертикальная трансмиссия, в ходе которой социокультурная информация передается от родителей к детям;
- горизонтальная трансмиссия, при которой освоение культурного опыта и традиции идет в общении со сверстниками;
- непрямая трансмиссия, при которой индивид обучается у окружающих его взрослых родственников, соседей, учителей, как на практике, так и в специализированных институтах инкультурации (школах и вузах).

## Некоторые психологические механизмы инкультурации
Ученые обычно выделяют четыре психологических механизма инкультурации: имитация, идентификация, чувства стыда и вины.

Имитацией называется осознанное стремление ребенка подражать определенной модели поведения. Обычно в качестве примера выступают родители, но дети могут ориентироваться в своем поведении на учителей, известных людей.

Идентификация — это способ усвоения детьми родительского поведения, установок и ценностей как своих собственных. Дети воспринимают особенности личности родителей и других, тесно связанных с ними людей. Часто дети выбирают профессии своих родителей, чтобы стать похожими на них.

Если имитация и идентификация являются позитивными механизмами инкультурации, то стыд и вина — негативными. 

Чувство стыда появляется, если вас застали на месте преступления, разоблачили и опозорили. Чувство вины связано с теми же переживаниями, но для его появления не нужно разоблачения. Достаточно голоса своей совести, который говорит, что вы поступили плохо. То есть речь идет о наказании самого себя.